# ВИЧ-инфекция среди МСМ в Азербайджане
Первый случай ВИЧ-инфекции в Азербайджане был зарегистрирован в 1987 году. По состоянию на начало 2018 года в стране зарегистрировано 6 755 случаев ВИЧ-инфекции. Из общего числа ВИЧ-инфицированных 73,1% составляют мужчины. За последние десять лет заболеваемость ВИЧ-инфекцией находится примерно на одном уровне: в 2009 году она составляла 5,1 случаев ВИЧ на 100 тыс. населения, в 2017 году — 5,8 случаев.
Наибольшая доля от общего числа случаев ВИЧ диагностирована с инъекционным путём передачи (45%), однако среди числа выявленных случаев в последние несколько лет преобладает половой путь передачи. В 2017 году на его долю приходится 65% всех выявленных случаев.
Значительная доля случаев инфицирования ВИЧ происходит за пределами страны. К примеру, среди ВИЧ-положительных граждан Азербайджана около 20% были инфицированы за границей, преимущественно в Российской Федерации. Кроме того, Турция, где существует значительная субкультура трансгендерных людей и секс-работников, и куда ездят трансгендерные люди стран Кавказа, также входит в перечень стран c высокими рисками инфицирования ВИЧ. Это может свидетельствовать о влиянии миграционных процессов на развитие эпидемии ВИЧ-инфекции.

## ВИЧ-инфекция среди МСМ в Азербайджане
По оценкам 2018 года в стране насчитывается 23900 МСМ. Данных о ВИЧ-инфекции среди транс-людей нет.
По состоянию на 2018 год среди МСМ диагностировано кумулятивно 196 случаев ВИЧ. Количество новых случаев ВИЧ среди МСМ в последние годы увеличивается.

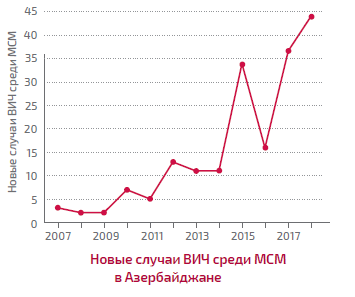
Новые случаи ВИЧ среди МСМ в Азербайджане

Распространённость ВИЧ среди МСМ за последнее десятилетие росла: в 2007 году показатель составил 1%, в 2011 году — 2%, в 2015 году – 2,2%. По результатам последнего интегрированного биоповеденческого исследования (ИББС) среди МСМ в 2018 году распространённость ВИЧ составила 1,1%.
Распространённость ВИЧ по самооценкам МСМ (среди тех, кто прошел тестирование) составляет 12%. Таким образом, реальный уровень распространённости среди МСМ может быть намного выше, нежели по данным национальной статистики. Распространённость сифилиса среди МСМ, по сравнению с 2016 г. значительно снизилась (13,6% в 2016 г. и 7,3% в 2018 г.), а распространённость гепатита С составляет 4%.
Показатели распространённости ВИЧ среди МСМ в других странах Восточной Европы и Центральной Азии: в России — 7,1% (Москва) и 22,8% (Санкт-Петербург), в Грузии (Тбилиси) — 21,5%, в Стамбуле (Турция) — 12,7%, в Казахстане — 6,2%, в Кыргызстане — 6,6%, в Узбекистане — 3,7%.

## Поведение МСМ в контексте ВИЧ
Осведомлённость МСМ о том, где можно пройти тест на ВИЧ, неудовлетворительна — всего 44% владеют такими знаниями.
Помимо этого, МСМ в Азербайджане сталкиваются с недостаточным доступом к профилактическим услугам — всего 48% МСМ считают, что они смогут сдать анализы на ИППП или гепатит.
По данным 2018 года сократилась доля МСМ, которые прошли тестирование на ВИЧ за последние 12 месяцев и знают свои результаты: 2016 г. — 69,7%, 2018 г. — 43,6%.
Выросла доля МСМ, которые использовали презерватив во время последнего сексуального контакта с партнёром-мужчиной: 63,9% в 2016 г., 68,8% в 2018г.
Исследования демонстрируют низкий уровень систематического использования презерватива со случайным партнёром — только 31% МСМ всегда использовали презерватив со случайными партнёрами в предыдущие 6 месяцев. 18% МСМ вовлечены в секс-бизнес.

## Охват МСМ ВИЧ-сервисом в Азербайджане
В Азербайджане присутствуют онлайн-сообщества, инициативные группы и НПО, которые предоставляют услуги и поддержку для ЛГБТ.
Профилактическая деятельность НПО в стране недостаточна, так как только 28% МСМ имеют доступ к МСМ-сервисным организациям. МСМ мало охвачены ВИЧ-сервисом. Бесплатные презервативы получали всего 19%. Охват информацией о ВИЧ/ИППП, тестированием на ВИЧ и бесплатными лубрикантами крайне низок — всего 15-16% МСМ их получали.

## Дискриминация и стигма МСМ в Азербайджане
МСМ в Азербайджане скорее принимают свою гомосексуальность — уровень интернализованной (внутренней) гомофобии среди МСМ в стране 2,3 балла из 7 возможных.
В то же время, Азербайджан является самой нетерпимой страной к секс-меньшинствам в Европе. По данным рейтинга защищённости сексуальных меньшинств ILGA-Europe Азербайджан занимает последнее место среди других 49 европейских стран в рейтинге.
Декриминализация однополых добровольных половых отношений между совершеннолетними мужчинами в Азербайджане произошла относительно недавно — в 2000 году. В других странах региона это произошло в разное время: в Украине в 1991, а в Казахстане — в 1998.
ЛГБТ испытывают непринятие своей гендерной идентичности и сексуальной ориентации от родителей и близких. Зафиксированы случаи насилия и преследований ЛГБТ. СМИ искажённо транслируют новости с участием ЛГБТ. По данным ILGA-Europe есть случаи избиений и даже убийств ЛГБТ-лиц в связи с их сексуальной ориентацией.
На институциональном уровне ЛГБТ также крайне не защищены от дискриминации и стигмы. В Азербайджане нет законов, защищающих ЛГБТ, нет специальных убежищ от насилия.
Всё это способствует закрытости МСМ и трансгендерных людей и создаёт препятствия для эффективной профилактической работы в отношении ВИЧ.